# Округ Мичел (Тексас)
Округ Мичел (енгл. Mitchell County) је округ у америчкој савезној држави Тексас. По попису из 2010. године број становника је 9.403.

## Демографија
Према попису становништва из 2010. у округу је живело 9.403 становника, што је 295 (3,0%) становника мање него 2000. године.
| Група             | 2000.         | 2010.         |
| Белци             | 5.341 (55,1%) | 4.753 (50,5%) |
| Афроамериканци    | 1.242 (12,8%) | 1.060 (11,3%) |
| Азијати           | 35 (0,4%)     | 28 (0,3%)     |
| Хиспаноамериканци | 3.009 (31,0%) | 3.481 (37,0%) |
| Укупно            | 9.698         | 9.403         |